# Ydre pastorat
Ydre pastorat är ett pastorat i Vedbo och Ydre kontrakt i Linköpings stift.
Pastoratet bildades 2010 och består av 
- Norra Ydre församling
- Sund-Svinhults församling
- Västra Ryds församling

Pastoratet bildades genom en sammanläggning av Norra Ydre pastorat med Sund-Svinhults pastorat.
Pastoratskod är 021506.